# Восканов, Гаспар Карапетович

На встрече в Одесском губкоме партии (слева направо): командиры соединений Г. К. Восканов и П. Е. Княгницкий, секретарь ЦК КП(б)У Д. З. Мануильский, командующий фронтом М. В. Фрунзе, командир корпуса Г. И. Котовский, заместитель председателя ВУЦИК А. В. Иванов. Август 1921 года.

Гаспар Карапетович Восканов (арм. Գասպար Կարապետի Ոսկանյան; Восканян) (январь 1887 (по другим данным декабрь 1886) — 20 сентября 1937) — советский военный деятель, заведующий военным сектором Всесоюзного комитета по стандартизации при Совете Труда и Обороны СССР, затем заместитель председателя Центрального Совета Осоавиахима, комкор. 20 сентября 1937 года расстрелян; после смерти Сталина реабилитирован посмертно (1956).

## Биография
Родился в армянской семье. Подполковник царской армии, член РКП(б) с 1919 года.
Участник Первой мировой (сражался на австро-германском фронте) и Гражданской войн. Окончил Тифлисское военное училище в 1913, слушатель ускоренного курса Академии Генерального штаба в 1917, в 1922—1923 слушатель курсов усовершенствования высшего командного состава РККА.
Участник Февральской и Октябрьской революций. После Октябрьской революции перешёл на сторону Советской власти. В РККА с 1918; начальник 25-й Чапаевской (ранее называлась 1-й Самарской пехотной) стрелковой дивизии (с 29 ноября 1918 по 5 февраля 1919). В январе 1919 при взятии Уральска был ранен. После выздоровления в июне 1919 возглавил 49-ю дивизию, которой командовал до сентября 1919, участвуя в боях против войск Колчака в районах Актюбинска и Оренбурга. После гибели Василия Ивановича Чапаева вновь был назначен командиром 25-й дивизии (26 сентября — 8 октября 1919).
С 8 октября 1919 по 23 апреля 1920 — командующий 4-й армией Восточного фронта (вместо М. В. Фрунзе), затем помощник командующего Заволжским военным округом. С 10 июня по 20 августа 1920 — командир Ударной группы 12-й армии, затем командующий 12-й армией Юго-Западного фронта. С 1921 по 1922 — командир 2-й пограничной дивизии, 47-й стрелковой дивизии. С 1923 по 1924 — командир 6-го стрелкового корпуса. С 1924 по 1925 — помощник инспектора пехоты РККА. С 1925 по 1926 — помощник командующего Туркестанским фронтом.
С февраля по май 1926 — военный атташе при Полномочном представительстве СССР в Турции. С мая 1926 по июль 1928 военный атташе при Полномочном представительстве СССР в Финляндии. С 1929 по 1930 военный атташе при Полномочном представительстве СССР в Италии.
С 1931 по 1936 — заведующий военным сектором Всесоюзного комитета по стандартизации при Совете Труда и Обороны СССР. С 1936 по 28 мая 1937 — заместитель председателя Центрального Совета Осоавиахима СССР.

## Репрессии
Арестован 28 мая 1937, приговорён ВКВС СССР 20 сентября 1937 по обвинению в контр-революционной и террористической деятельности к ВМН и в тот же день расстрелян, реабилитирован посмертно 29 декабря 1956.

## Адрес
- Москва, улица Покровка, дом 7, квартира 155.

## Награды
- Орден Св. Анны IV-й степени с надписью «За храбрость» (ВП 3.01.1915)
- Георгиевское оружие (ВП 18.07.1915) — «За то, что в бою 4-го ноября 1914 г. у д. Морско, указав нашей артиллерии место расположения батареи противника, наносившей в этот день особенно сильное поражение, и личным наблюдением способствуя быстрому подавлению её огня, перешёл с тремя ротами в контратаку, и штыковым ударом отбросил противника, причём был ранен в обе ноги»[4].
- Орден Св. Станислава III-й степени с мечами и бантом (ВП 20.10.1915)
- Орден Святого Георгия 4-й степени (ВП 29.07.1916).
- Два ордена Красного Знамени (1920 год — № 3143, 1922 год — № 221 с пометкой «2»).